# Alejandro Andonaegui
Alejandro Andonaegui Acuña (1840 - Santiago, 27 de abril de 1919) fue un profesor y político chileno. 

## Biografía
Destacado profesor de matemáticas, cuya cátedra desempeñó en el Instituto Nacional y fue vicerrector del Instituto, cuando el director fue Diego Barros Arana. En 1867 ingresa a la Facultad de Ciencias Físicas y Matemáticas de la Universidad de Chile como académico.
Durante la Guerra del Pacífico funcionó como oficial mayor del ministerio de Guerra y Marina.
Fue diputado suplente por Carelmapu, período 1867 a 1870.
El diputado propietario dio aviso que se ausentaría de la sede del Congreso y el 10 de octubre de 1867 se acordó llamar a su suplente, Alejandro Andonaegui, quien prestó juramento dos días después.
Se retiró a la vida privada, después de 40 años dedicados al servicio de la administración pública y se rodeó de un reducido grupo de artistas y hombres de ciencia, con quienes comentó el acontecer de todos los días, hasta los últimos días de su vida, cerca de los 80 años.